# Konzulat Republike Slovenije v Seulu
Konzulat Republike Slovenije v Seulu je diplomatsko-konzularno predstavništvo (konzulat) Republike Slovenije s sedežem v Seulu (Južna Koreja); spada pod okrilje Veleposlaništvu Republike Slovenije na Japonskem.
Trenutni častni konzul je Yoon Byung-Hwa.